# Poputne, Mejova
Poputne (în ucraineană Попутне) este un sat în comuna Vesele din raionul Mejova, regiunea Dnipropetrovsk, Ucraina.

## Demografie
Componența lingvistică a localității Poputne
     Ucraineană (92,86%)
     Belarusă (7,14%)
Conform recensământului din 2001, majoritatea populației localității Poputne era vorbitoare de ucraineană (92,86%), existând în minoritate și vorbitori de belarusă (7,14%).